# Presă (utilaj)

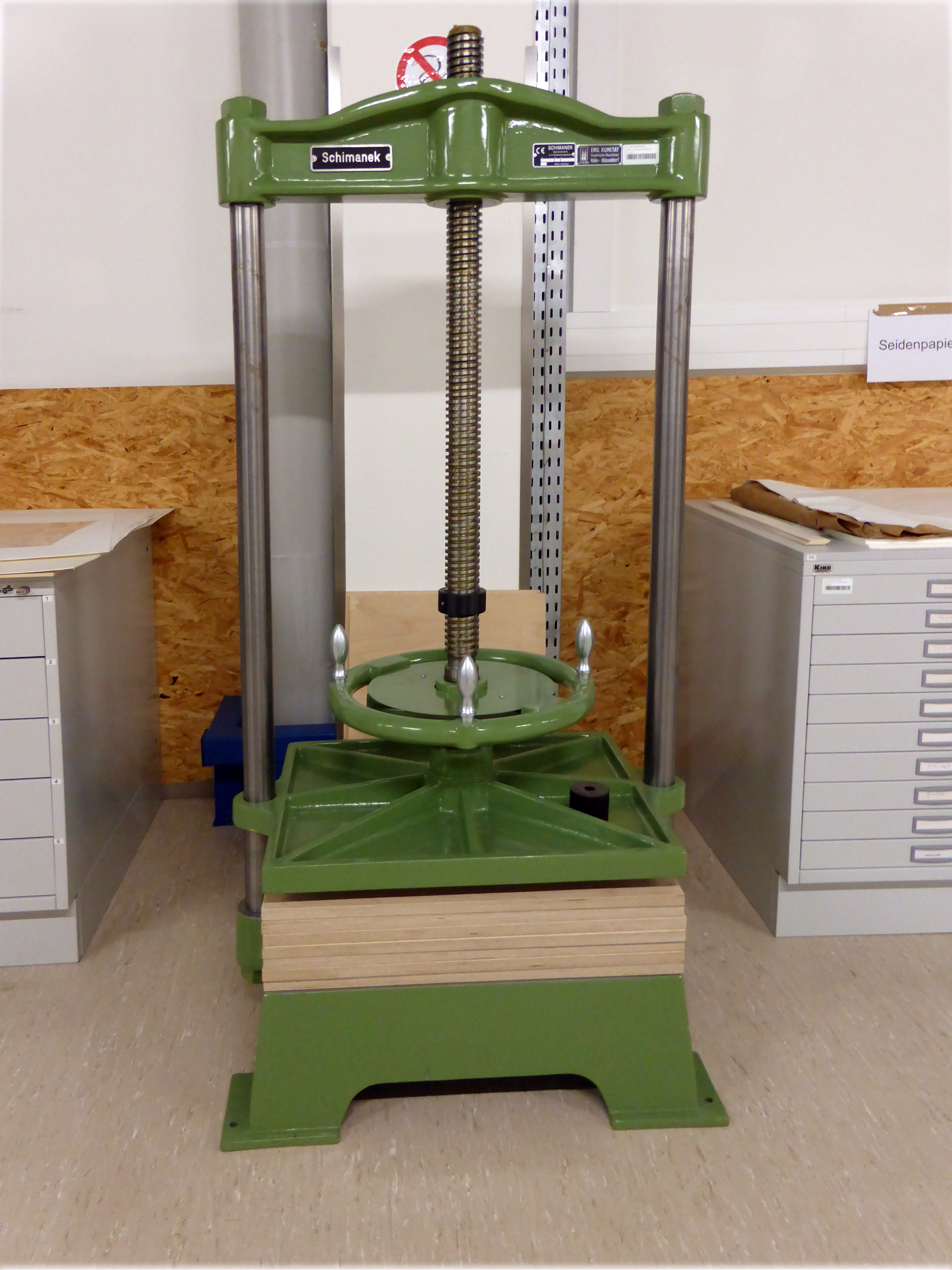
Presă cu șurub

Presele, în diverse forme, au fost utilizate pentru obținerea anumitor produse, prin separare cu ajutorul zdrobirii: extragerea mierii de albine din faguri, obținerea unor uleiuri etc. Astfel, în Roma antică din vremea împăratului Nero multe case aveau propriile lor prese de ulei: două roți solide care se învârteau vertical, în interiorul unui soi de jgheab mare de piatră, pentru a zdrobi măslinele.